# Burg Valendas

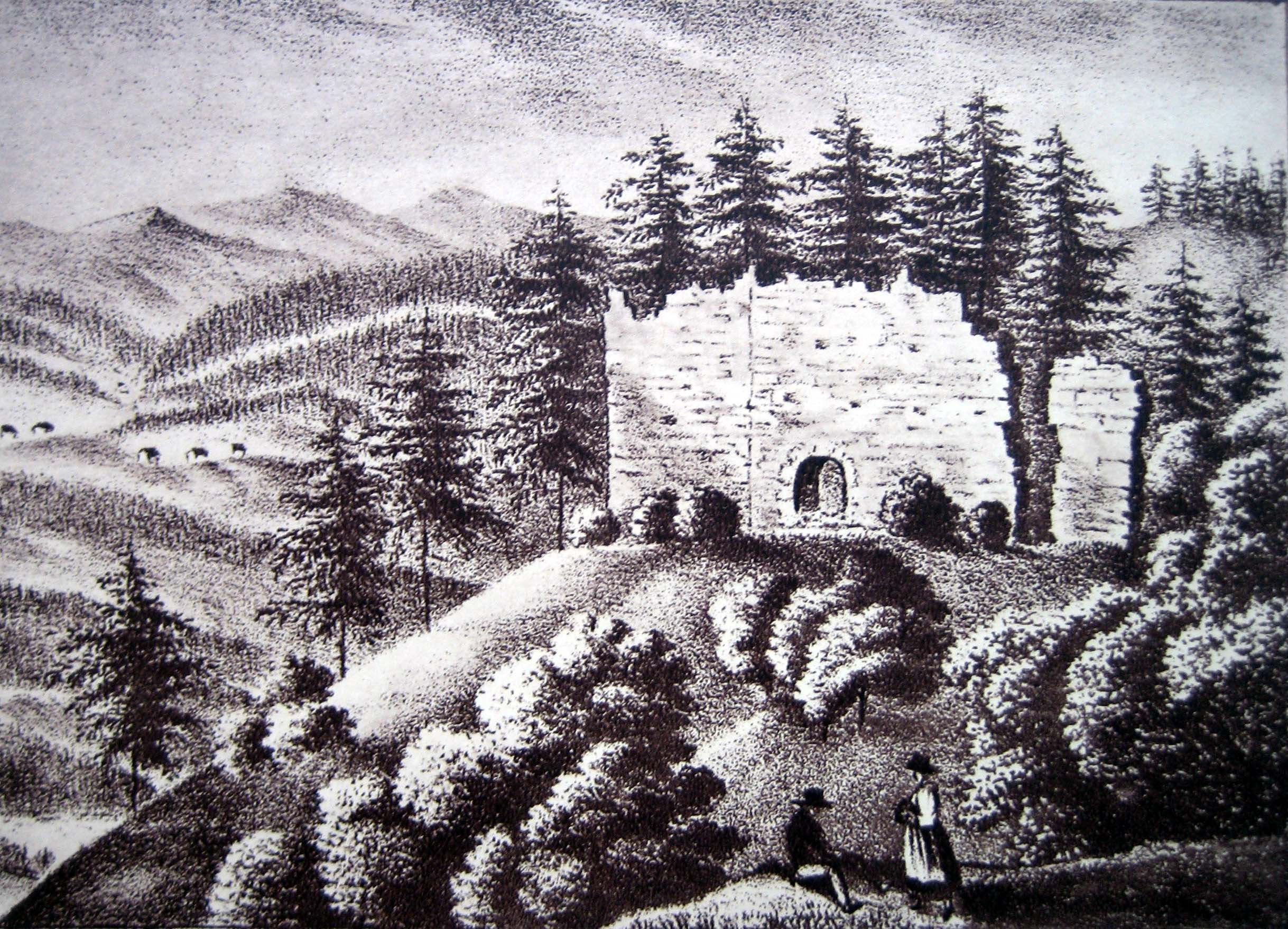
Zeichnung von Heinrich Kraneck, 1830

Die Ruine der ehemaligen Burg von Valendas steht auf dem Gebiet der Gemeinde Valendas in der Surselva im schweizerischen Kanton Graubünden.

## Lage
Die Ruine der Höhenburg steht auf einem allseits steil abfallenden Hügel bei rund 850 m ü. M. im Westen des Dorfes und ist vom Dorfzentrum aus in wenigen Minuten gut erreichbar. Im Frühjahr 2007 wurde die Anlage von Bäumen und Buschwerk befreit.

## Anlage
Der ursprüngliche Grundriss der Anlage ist heute kaum mehr fassbar. Zu erkennen ist eine Aussenmauer, die ein unregelmässiges, im Süden keilförmig zulaufendes Fünfeck von rund 50 Meter Länge und 20 Meter Breite umschreibt. Erhalten geblieben ist ein imposantes Mauerstück von 25 Meter Länge und 8 Meter Höhe, errichtet aus lagerhaftem Mauerwerk und Ecksteinen mit Bossen sowie das Fundament einer Mauerecke im Nordosten.
An der Aussenwand finden sich Reste eines Rasa-Pietra-Verputzes mit Kellenfugen. Die Toröffnung liegt circa 2 Meter über dem äusseren Terrain, die Gewändsteine fehlen, ebenso fehlen Fensteröffnungen. Hingegen sind Balkenlöcher einer vorkragenden Galerie erkennbar. Vermutet werden vier oder fünf Stockwerke. Im Innern der Anlage finden sich keine sicheren Spuren von Binnenmauern. An der Innenseite der Westwand sind grosse Flächen der Mauer verputzt und durch Aussparungen für hölzerne Zwischenwände unterbrochen.
Die grosse Innenfläche spricht gegen eine vollständige Überdachung. Denkbar ist eine Überbauung des Innenraums durch mehrere an die Umfassungsmauer angelehnte Holzbauten. Die Burg Valendas lag in Sichtverbindung mit den Burgen Schiedberg und Grüneck.

## Geschichte
Der Name der Burg ist vom Namen des Dorfes entlehnt. Die Burg war Stammsitz und Herrschaftsmittelpunkt der Herren von Valendas, die 1258 mit Ulrich von Valendas urkundlich erstmals genannt werden. Verbindungen bestanden zu den Herren von Wildenberg in Falera, später zu deren Nachfolgern, den Werdenbergern. Im 14. Jahrhundert waren sie bischöfliche Vasallen.
Der Name der Burg selbst wird 1332 erstmals erwähnt: …diz geschah ze Valendaz uf der Burge. Doch bereits 1317 urkundeten die Schauensteiner auf Valendas: …das geschach ze Valendaus, erster Zeuge war Ritter Albrecht von Valendas. 1332 wurden Hainricus und sein Onkel Rudolf in der Burg getötet, eventuell in Zusammenhang mit der Vazerfehde (occisi erant in castro Vallendaus…).
Von den einzelnen Bewohnern ist wenig bekannt. Ein bedeutender Kopf der Edlen von Valendas war Ammann Johannes I., gestorben um 1539. Er wurde mehrmals mit der Ammannswürde der Gruob betraut. Im 16. Jahrhundert war die Burg im Besitz der Familie von Mont. Dies vermutlich durch Heirat: eine Magdalena von Valendas war verheiratet mit Hans von Mont. Am 1. Januar 1529 verkaufte Gaudenz von Mont die Burg für 120 Landgulden an das Dorf Valendas: min burg und burgstall und rechty des burgbülls mit den dazugehörigen Herrschaftsrechten. Anschliessend begann die bereits verwahrloste Feste zu zerfallen. Um 1550 war die Burg nicht mehr bewohnt, die äusseren Wände waren jedoch noch erhalten.

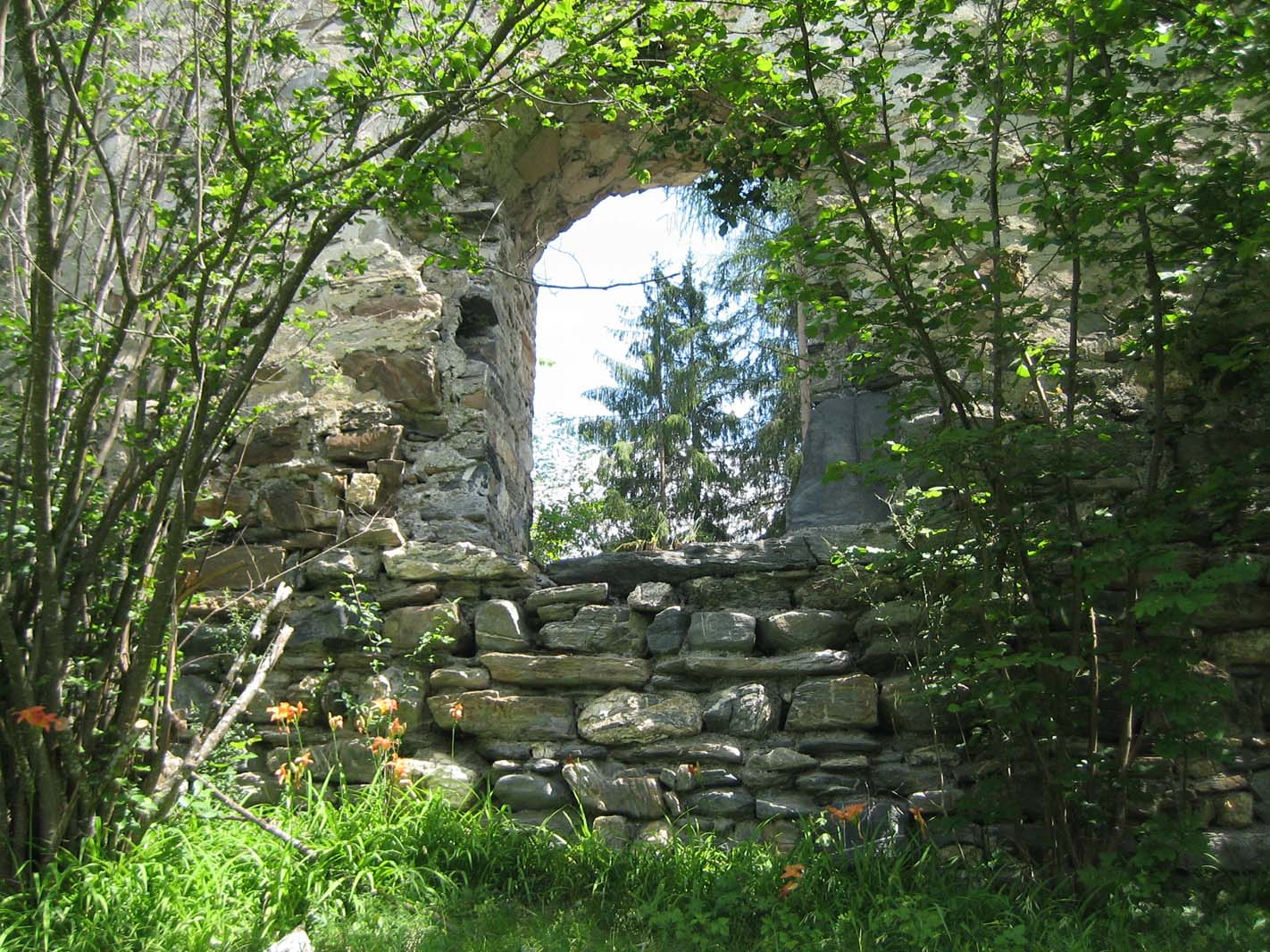
Eingang von aussen
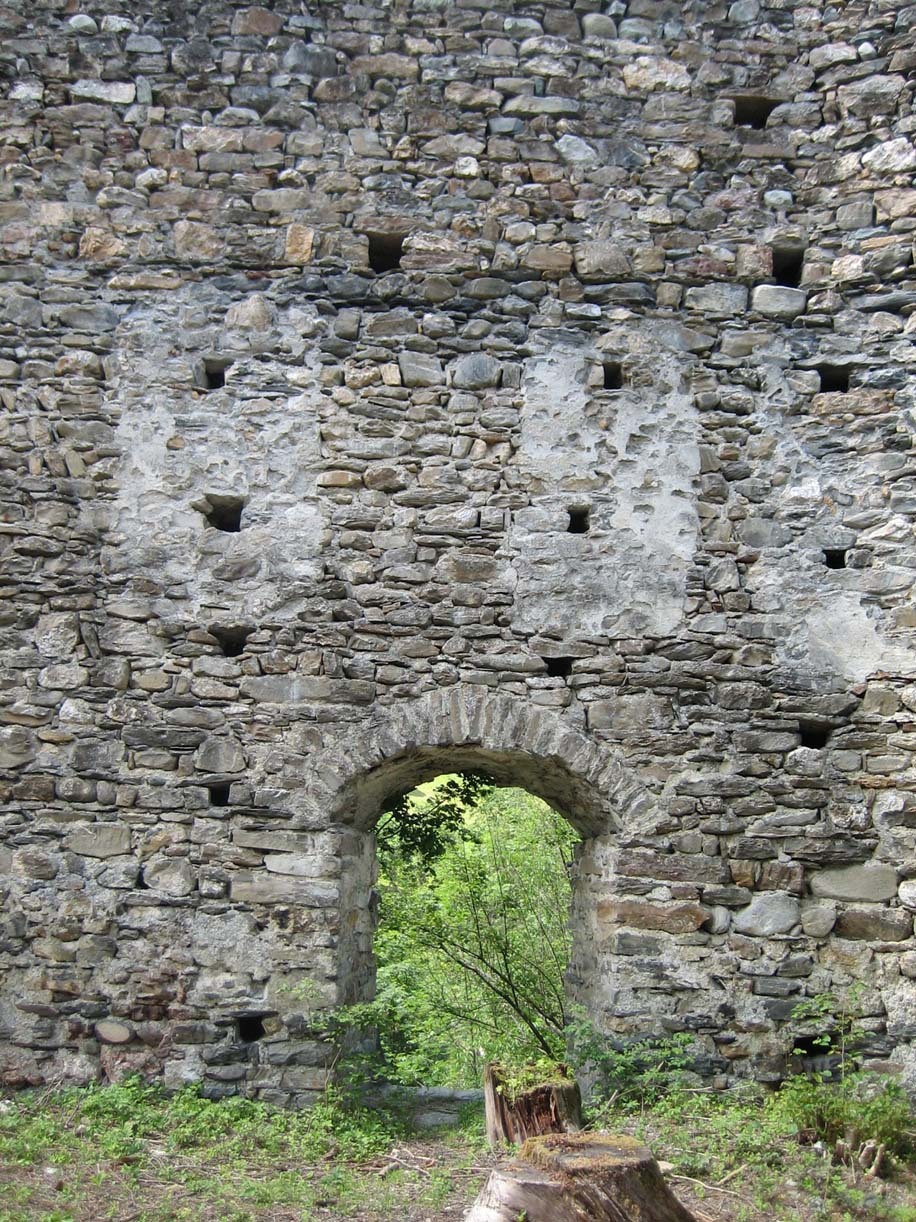
Mauer mit Verputzresten
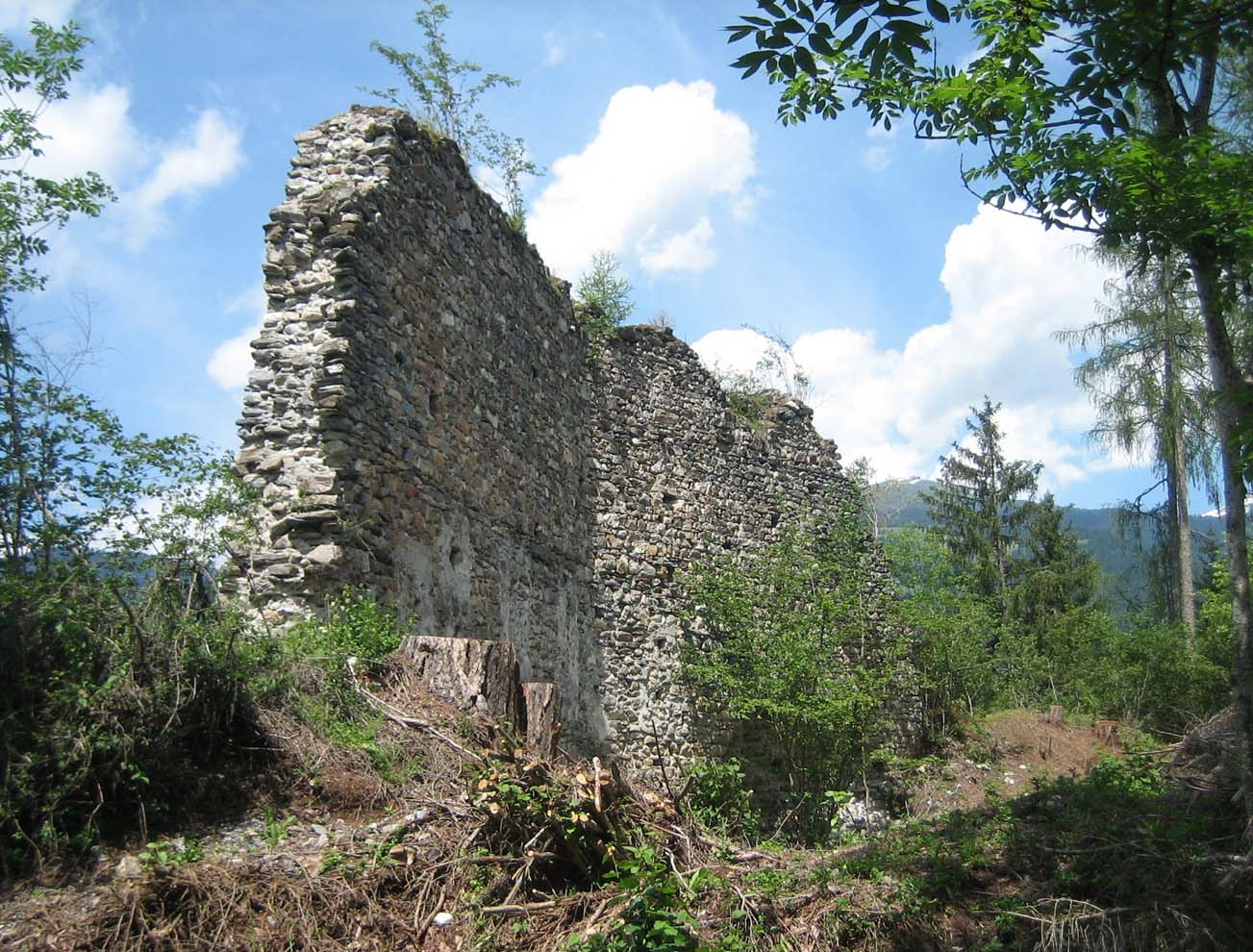
Blick nach Norden
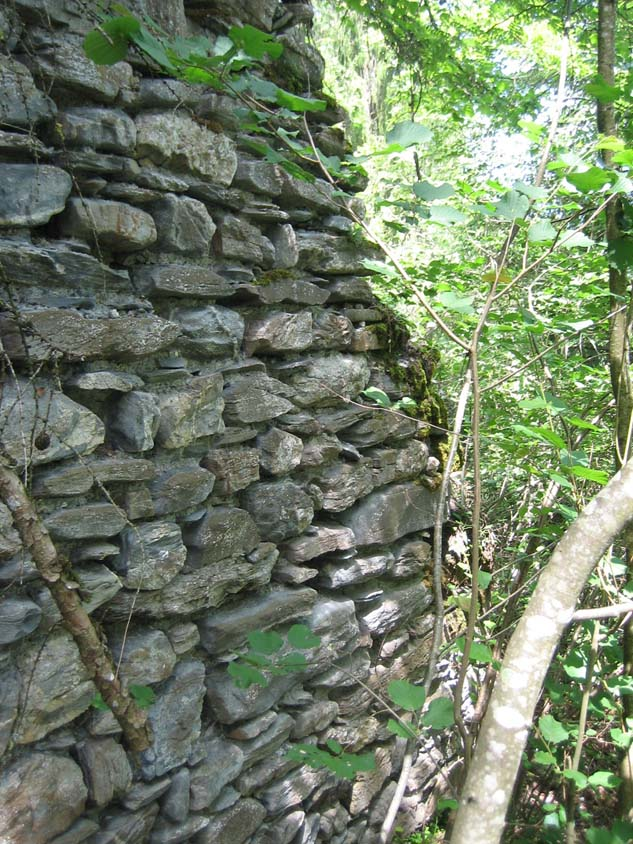
Nordöstliche Mauerecke
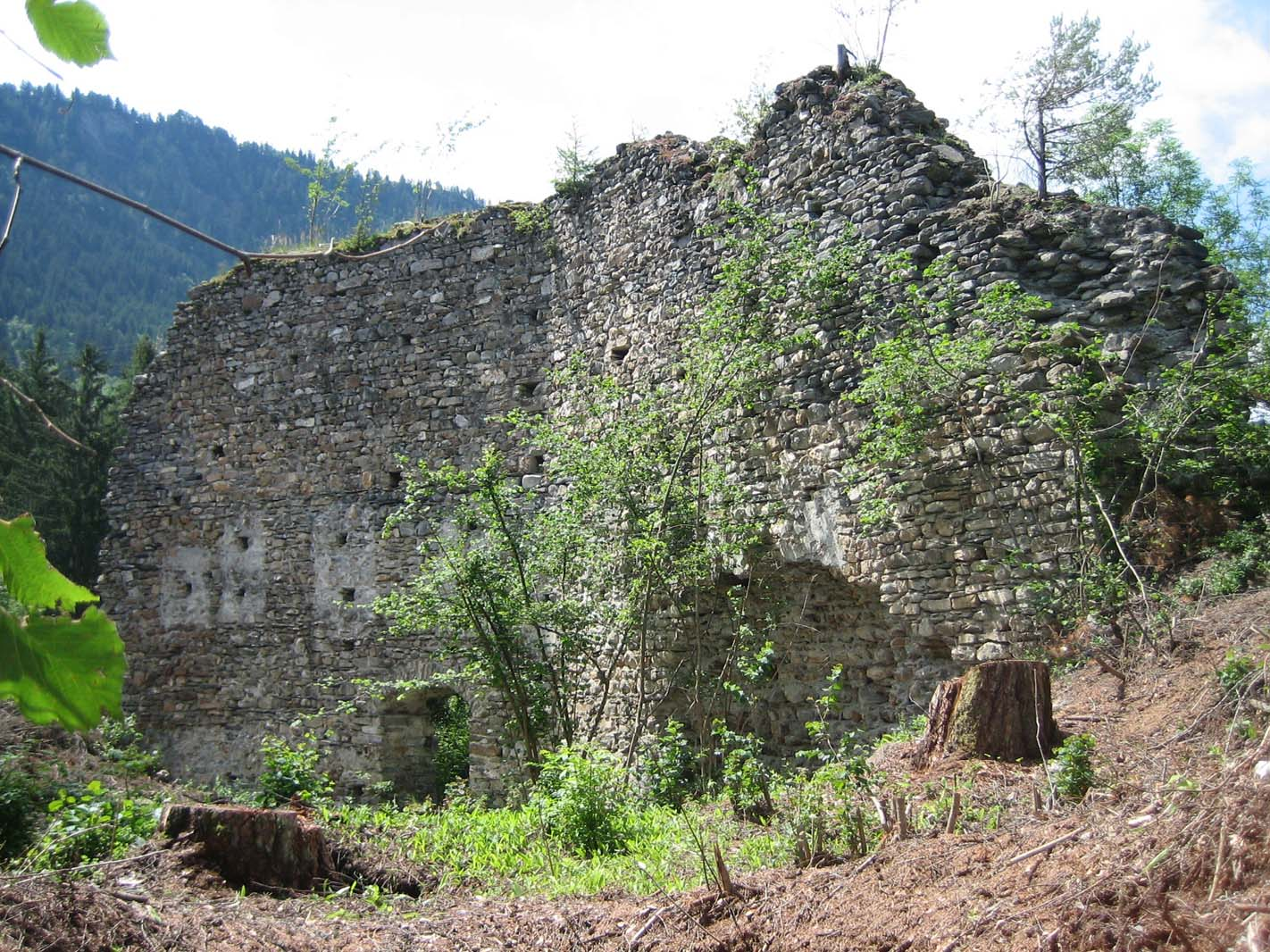
Anlage von innen